# Cassine laneana
Cassine laneana е вид растение от семейство Чашкодрянови (Celastraceae). Видът е световно застрашен, със статут Уязвим.

## Разпространение
Разпространен е в Бермудски острови.